# Жилявичюс, Стасис
Стасис Жилявичюс (лит. Stasys Žilevičius) (4 декабря 1956 года - 18 декабря 2017 года, Вильнюс) — литовский шашечный композитор, судья по шашечной композиции. Национальный гроссмейстер Литвы по шашечной композиции, международный судья по шашечной композиции. Четырехкратный чемпион Литвы по шашечной композиции, неоднократный призёр. Судья национальных и мировых чемпионатов (PWCP-3). Президент Союза любителей шашечной композиции Литвы.
Ведущий раздела «Новые проблемы» в журнале «Šaškių kaleidoskopas» (Литва).

## Биография
Из интервью:
«Шашками увлекся в 1975 году, когда увидел в газете Скуодасского района фрагмент партии между двенадцатилетней О.Беляевой и Е.Копаевой, игранной в 1971 г. (с1,с3,f4,g5 / a3,a5,d6,g7. Решение: b2, b4, h6, h6+). Эта комбинация, которую я с трудом нашел, меня так поразила, что я сразу полюбил шашки. Позднее из той же газеты „Musų žodis“ („Наше слово“) узнал, что есть и такая шашечная композиция — ею также сразу заразился».
Активно занимался композицией c 1978 по 1988 годы.
В 2013 году избран президентом Союза любителей шашечной композиции Литвы (лит. Lietuvos šaškių kompozicijos mėgėjų sąjunga.
В 1981-ом году, стал в числе первых пяти чемпионов Литвы по шашечной композиции.
Чемпионаты Литвы
1 место: 1981 (раздел концовки (проблемы)-64), 1985 (раздел миниатюры-100), 1992 (раздел миниатюры-100),
2 место:1984 (раздел концовки (проблемы)-64), 1987 (раздел миниатюры-100), 1991 (раздел проблемы-64),
3 место: 1987 (раздел проблемы-100), 1991 (раздел этюды-64), 1994 (раздел проблемы-100)
Лучшие достижения на Всесоюзной арене — 4-е место в разделе миниатюр в ХХ Всесоюзном конкурсе и дважды VI-е места в V (1984) и VI (1988) чемпионатах СССР в разделе проблемы-100.
Лучшее достижение на международной арене — 2-е место в конкурсе СЛШИ 1994/95 г.